# ویلیام پی. جکسون
ویلیام پی. جکسون (به انگلیسی: William P. Jackson) سناتور سابق عضو حزب جمهوری‌خواه ایالات متحده آمریکا بود. وی در سال ۱۹۱۲ تا ۱۹۱۴ میلادی سناتور ایالت مریلند در سنای ایالات متحده آمریکا بود.